# VC La Loi
VC La Loi är en volleybollklubb från Kinshasa, Kongo-Kinshasa.
Damlaget vann Coupe du Congo 2021 och deltog i Women's African Club Championship 2022 där de kom på trettonde plats.